# Rue de la Taintenerie
 (décembre 2021).
Si vous disposez d'ouvrages ou d'articles de référence ou si vous connaissez des sites web de qualité traitant du thème abordé ici, merci de compléter l'article en donnant les références utiles à sa vérifiabilité et en les liant à la section « Notes et références ».
La rue de la Taintenerie (en français : rue de la Teinturerie) est une rue, aujourd'hui disparue, de la commune de Tournai dans le Bas Quartier.
Elle se situait entre le Quai Notre-Dame et la rue des Choncq Clotiers et est actuellement bâtie.
Le percement des quais, sous le règne de Louis XIV, la fit disparaître.
Sa jonction avec la rue Dame Odile formait une placette nommée placette de la Taintenerie.

## Autres désignations
Rue des Wiquais et rue des veuves de Notre-Dame.